# NGC 5413
NGC 5413 (również PGC 49677 lub UGC 8901) – galaktyka eliptyczna (E), znajdująca się w gwiazdozbiorze Smoka. Odkrył ją John Herschel 2 kwietnia 1832 roku.